# Polisportiva Brindisi Sport 1942-1943
Questa voce raccoglie le informazioni riguardanti  la Polisportiva Brindisi Sport nelle competizioni ufficiali della stagione 1942-1943.

## Rosa
| N. |                   | Ruolo | Calciatore      |
| -- | ----------------- | ----- | --------------- |
|    | Italia (bandiera) | C     | Alfieri         |
|    | Italia (bandiera) | D     | Andriani        |
|    | Italia (bandiera) | A     | Ascarone        |
|    | Italia (bandiera) | A     | Guerrino Bassi  |
|    | Italia (bandiera) | D     | Colella         |
|    | Italia (bandiera) | A     | Bon             |
|    | Italia (bandiera) | D     | Manlio De Lucia |
|    | Italia (bandiera) | D     | Giannesi        |

| N. |                   | Ruolo | Calciatore        |
| -- | ----------------- | ----- | ----------------- |
|    | Italia (bandiera) | A     | Francesco Iacobbe |
|    | Italia (bandiera) | C     | Mollica           |
|    | Italia (bandiera) | D     | Arturo Morano     |
|    | Italia (bandiera) | A     | Raffaele Pierini  |
|    | Italia (bandiera) | P     | Albano Rocco      |
|    | Italia (bandiera) | A     | Ernius Sartini    |
|    | Italia (bandiera) | A     | Rosario Trama     |